# Caesalpinia buchii
Caesalpinia buchii är en ärtväxtart som beskrevs av Ignatz Urban. Caesalpinia buchii ingår i släktet Caesalpinia och familjen ärtväxter. Inga underarter finns listade i Catalogue of Life.